# Sulechów
Sulechów este un oraș în Polonia.

## Personalități născute aici
- Olga Tokarczuk (n. 1962), scriitoare, Premiul Nobel pentru Literatură;
- Tomasz Kędziora (n. 1994), fotbalist.